# 刘传绶
刘传绶(1870年—1950年)，字心组，福州府闽县（今福州市长乐区）人，海军中将。
光绪十六年(1890年)6月，刘传绶毕业于天津水师学堂驾驶班第三届。曾任海军部军制司驾驶科科长，兼军事司侦察科长。
1912年9月7日，任北洋政府海军部视察。12月18日，任参事。12月30日，授海军上校。1914年5月25日，授海军少将。
1916年2月6日，兼任军务司司长。1917年8月10日，授海军中将。1917年7月31日至1918年4月4月23日，任北洋政府海军部次长。1922年9月22日，任北洋将军府将军。
1925年7月3日，任临时参政院参政。1927年3月14日，任国民革命军总司令部高级参谋。1929年2月27日，任海军编遣委员会委员。1947年11月22日，被国民政府授予海军中将。
1950年，刘传绶病逝于上海。